# Sinai (Dakota du Sud)
Pour les articles homonymes, voir Sinaï (homonymie).
Sinai est une municipalité américaine située dans le comté de Brookings, dans l'État du Dakota du Sud.
Fondée en 1907, la localité porte ce nom en raison de sa ressemblance supposée avec la région du Mont Sinaï.

## Démographie
| 1920 | 1930 | 1940 | 1950 | 1960 | 1970 |
| ---- | ---- | ---- | ---- | ---- | ---- |
| 216  | 217  | 182  | 181  | 166  | 147  |

| 1980 | 1990 | 2000 | 2010 | - | - |
| ---- | ---- | ---- | ---- | - | - |
| 129  | 120  | 133  | 120  | - | - |

Selon le recensement de 2010, Sinai compte 120 habitants. La municipalité s'étend sur 0,37 milles carrés (0,96 km2).